# 1999 NV55
1999 NV55 är en asteroid i huvudbältet som upptäcktes den 12 juli 1999 av LINEAR i Socorro County, New Mexico.
Asteroiden har en diameter på ungefär 7 kilometer.